# Bronzen beelden uit Benin

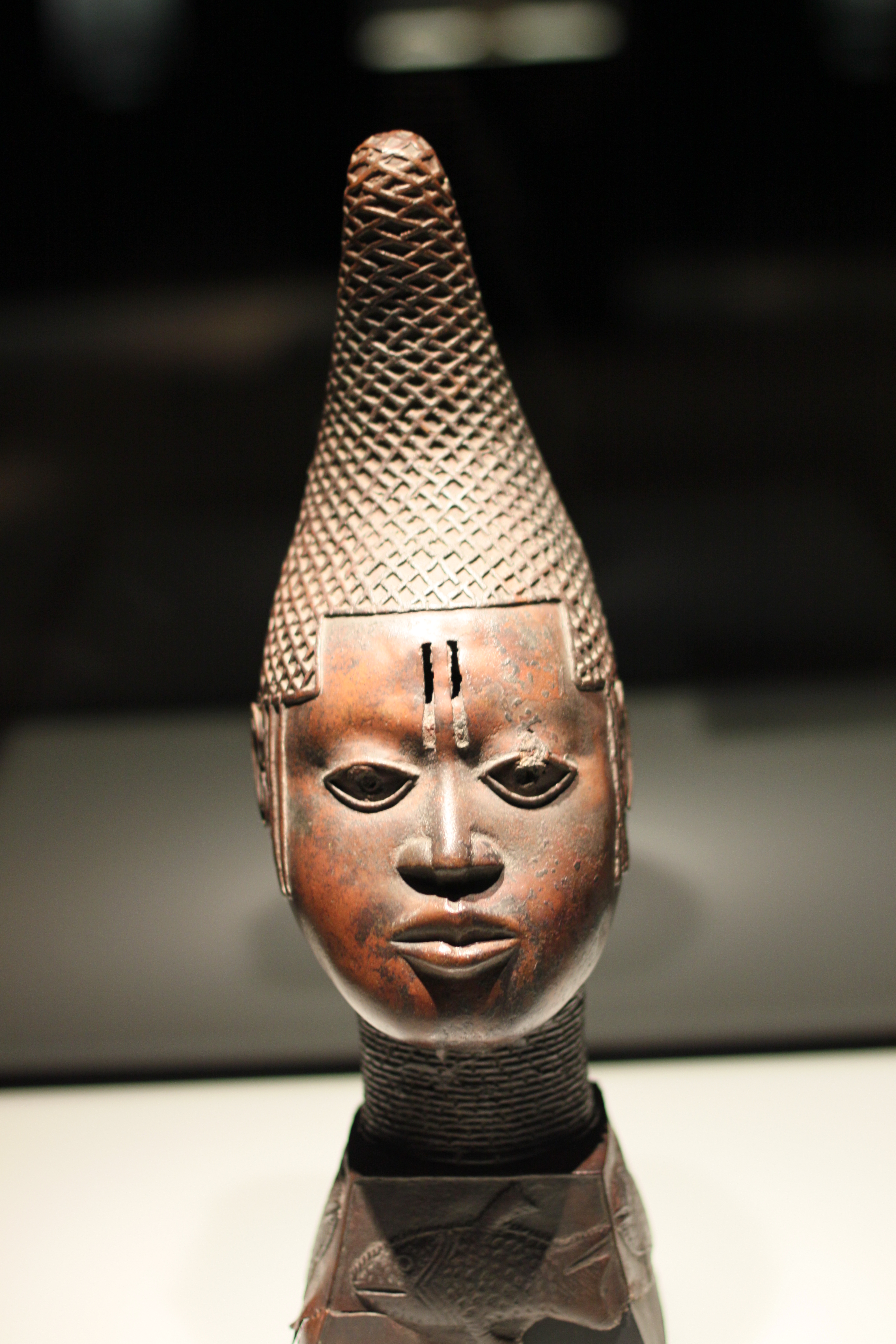
Beeldje in Etnologisch Museum Berlijn

De bronzen beelden uit Benin (Benin Bronze) zijn een collectie van 3000 bronzen en messing beelden uit het koninkrijk Benin in het huidige Nigeria. De beelden werden met complexe metallurgische methodes gemaakt en zijn een voorbeeld van geroofde kunst.

## Geschiedenis
Het koninkrijk Benin was van omstreeks 1500 tot 1897 een van de machtigste Afrikaanse koninkrijken. De Engelsen hadden zich in de tweede helft van de 19e eeuw al aan de kust van Benin gevestigd en zochten toenadering tot de Oba (de koning) om van de handel in palmolie te profiteren. De Oba ontweek hun toenaderingspogingen totdat een afgevaardigde, de Engelsman John R. Phillips, ongewapend met slechts 9 Engelsen en 215 zwarte dragers een expeditie begon naar het hof. De Oba wilde deze afvaardiging wel ontvangen maar zijn stamhoofden stuurden manschappen om de expeditie te vermoorden. Hierdoor kwam er oorlog en stuurde het Engelse koninkrijk 1500 soldaten, die de hoofdstad innamen. De Oba was inmiddels gevlucht en had een spoor van verminkte lichamen en mensenoffers achtergelaten.
Bij het aantreffen van de verlaten stad, ontdekten de Engelsen 2000 portretkoppen, beeldjes en plakken met oorlogstaferelen. Deze beelden werden als oorlogsbuit naar Engeland verscheept.

## Beelden
De beelden werden voor brons aangezien, maar zijn in werkelijkheid van messing. Het waren altaarstukken bij ceremonies en offergaven. De achtergrond van de plakken zijn versierd met stippen en klaverblad-motieven die wellicht als kosmologische tekens fungeren. Dit om de goddelijkheid van de Oba te benadrukken.
Het luipaard is het vaakst terugkerende dier, het symboliseert de onbegrensde macht van de Oba. Hij was de enige die luipaarden mocht doden, in een strikt ritueel kader. Getemde luipaarden waren ook onderdeel van de hofhouding van de Oba.

## Vervaardigingswijze
De afbeelding wordt eerst in zachte was geboetseerd. De kenmerkende strepen en patronen worden gemaakt door de was in rolletjes te kneden en deze als stroken over het beeld te leggen om bijvoorbeeld de kleding of het haar te maken. Vervolgens wordt er met klei een mal gemaakt om de was heen. Nadat de klei gedroogd is kan deze verhit worden om de was er uit te gieten. Nadat de was verdwenen is wordt de mal opnieuw verhit om hem tegen breken te beschermen en volgegoten met brons. Nadat de mal afgekoeld is kan deze opengebroken worden en komt het beeldje tevoorschijn. Dit wordt vervolgens met de hand afgewerkt en opgepoetst.

## Collecties
Sinds de middeleeuwen zijn de bronzen beelden en plakken naar Europa gevoerd en in collecties van verzamelaars terechtgekomen. Ongeveer 900 bevinden zich in het British Museum in Londen waarvan 100 permanent opgesteld. Het Nationaal Museum van Wereldculturen heeft 114 beelden in de collectie.